# Theodor von Rüdiger
Grof Theodor von Rüdiger (rusko Фёдор Васильевич Ридигер), ruski general baltsko-nemškega rodu, * 1783, † 1856.
Bil je eden izmed pomembnejših generalov, ki so se borili med Napoleonovo invazijo na Rusijo; posledično je bil njegov portret dodan v Vojaško galerijo Zimskega dvorca.

## Življenje
1. aprila 1799 je kot višji vodnik vstopil v dvorni Semjonovski polk; 27. oktobra 1800 je bil povišan v zastavnika. Zaradi prošnje je bil kot poročnik premeščen v Sumijski huzarski polk, kjer je postal adjutant generala Paleneja. 27. februarja 1805 je bil povišan v štabnega stotnika. Istega leta se je udeležil bojev proti Francozom ter nato tudi kampanje leta 1807.
23. oktobra 1807 je bil povišan v majorja in se udeležil vojne proti Švedom. 19. decembra 1808 je bil povišan v podpolkovnika. 
Leta 1810 je postal poveljnik obalne straže na baltiški obali. Za zasluge med patriotsko vojno je bil 14. avgusta 1812 povišan v polkovnika in 19. oktobra istega leta še v generalmajorja. 
Kmalu zatem je postal poveljnik Grodnenskega huzarskega polka. Po koncu Napoleonovih vojn se je leta 1814 vrnil v Rusijo, kjer je bil 27. novembra istega leta imenovan za poveljnika 2. brigade huzarske divizije; brigadi je poveljeval do leta 1816, ko je postal poveljnik 1. huzarske divizije.
26. septembra 1823 ga je car Aleksander I. Ruski imenovan za poveljnika 3. huzarske divizije in 1. januarja 1826 je bil povišan v generalporočnika. 
Leta 1828 se je pričela vojna s Turčijo, katere se je tudi udeležil. 26. septembra 1829 je postal poveljnik 4. rezervnega konjeniškega korpusa, ki je bil nastanjen v Moldaviji. 
7. aprila 1831 je bil povišan v generaladjutanta. Udeležil se je tudi zatrtja poljske vstaje v istem letu ter zatrtja madžarske vstaje v letu 1848. 
25. avgusta 1850 je bil odstranjen s položaja korpusnega poveljnika in bil v zameno imenovan za državnega svetnika. 15. avgusta 1852 je postal vrhovni poveljnik gardnih in grenadirskih korpusov. Udeležil se je tudi krimske vojne. 